# Rhynchagrotis velata
Rhynchagrotis velata är en fjärilsart som beskrevs av Walker 1865. Rhynchagrotis velata ingår i släktet Rhynchagrotis och familjen nattflyn. Inga underarter finns listade.